# Macha Méril
Macha Méril, geboren als prinses Maria-Magdalena Vladimirovna Gagarina (Rabat, 3 september 1940), is een Franse actrice en schrijfster.

## Biografie
Méril stamt van haar vaders kant af van het Russische prinselijke huis Gagarin en van haar moeders kant uit een Oekraïense adellijke familie. Ze verscheen in 125 films tussen 1959 en 2012, waaronder films geregisseerd door Jean-Luc Godard (A Married Woman / Une femme mariée), Luis Buñuel (Belle de jour) en Rainer Werner Fassbinder (Chinese Roulette).
Ze verscheen ook in de Canadese televisieserie Lance et Compte uit Quebec. Ze is wellicht het best bekend om haar rollen als medium Helga Ulmann in Deep Red van Dario Argento en als een sadistische rijke dame in Night Train Murders (1975) van Aldo Lado.

## Filmografie (selectie)
- La Main Chaude (1960)
- Adorable Menteuse (1962)
- Love on a Pillow (1962)
- Une femme mariée (1964)
- Der Ölprinz (1965)
- The Defector (1966)
- L'Horizon (1967)
- Belle de Jour (1967)
- Don't Play with Martians (1967)
- Au Pan Coupé (1968)
- Les Chinois à Paris (1974)
- Amore mio non farmi male (1974)
- Deep Red (1975)
- Night Train Murders (1975)
- The Peaceful Age (1975)
- Chinese Roulette (1976)
- Perdutamente Tuo... Mi Firmo Macaluso Carmelo Fu Giuseppe (1976)
- Le Crime d'Amour (1982)
- Lettres du bagne (1983)
- Les mouettes (1991)
- Zuppa di Pesce (1992)
- Double Vision (1992)
- Le Don (1993)
- A Soldier's Daughter Never Cries (1998)
- Mademoiselle Gigi (2006)
- Les Nuits d'Alice (2010)
- La Trouvaille de Juliette (2014)